# Karen Magnussen
Karen Diane Magnussen, po mężu Cella (ur. 4 kwietnia 1952 w Vancouver) – kanadyjska łyżwiarka figurowa pochodzenia norwesko-szwedzkiego, startująca w konkurencji solistek. Wicemistrzyni olimpijska z Sapporo (1972) i uczestniczka igrzysk olimpijskich (1968), mistrzyni (1973) i wicemistrzyni świata (1972), mistrzyni Ameryki Północnej (1971) oraz 5-krotna mistrzyni Kanady (1968, 1970–1973). Następnie trenerka łyżwiarstwa figurowego.

## Życiorys
Urodziła się w rodzinie Szwedki Glorii i Norwega Alfa Magnussena. Jej rodzice widzieli talent córki, dlatego aktywnie wspierali jej rozwój i karierę.
W 1969 roku tuż przed mistrzostwami świata doznała przeciążeniowych złamań w obu nogach przez co trzy miesiące spędziła w gipsie. Mistrzostwa obejrzała jeżdżąc na wózku inwalidzkim, ale już wtedy planowała powrót do sportu, pomimo tego, że lekarze przewidywali jej kalectwo. 
W 1972 roku została wicemistrzynią olimpijską, zaś 1 marca 1973 roku trzecią kanadyjską solistką, po Scott i Burce, która zdobyła tytuł mistrzyni świata.
Po zakończeniu kariery występowała w rewii Ice Capades do 1977 roku. Następnie podjęła pracę trenerki w Bostonie i Vancouver. W 2009 roku została trenerką i dyrektorką w North Shore Winter Club. Ponadto założyła Fundusz Karen Magnussen, który wspierał młodych łyżwiarzy w zapewnieniu im dostępnych finansowo treningów.
28 listopada 2011 roku zatruła się trującym gazem, amoniakiem, w North Shore Winter Club (jej rodzice byli jednymi z członków założycieli), gdzie przygotowywała się do nauczania młodych łyżwiarzy. Amoniak przypalił jej tkankę płucną i struny głosowe, przez co miała problemy z oddychaniem, snem i przewlekłym kaszlem. Dodatkowo toczyła batalię z towarzystwami ubezpieczeniowymi, które nie chciały wypłacić jej odszkodowania. Incydent sprawił, że zaczęła chorować na dwie choroby autoimmunologiczne związane z jej lekami (12 tabletek dziennie) i artretyzm w stawach przez co musiała przestać pracować w klubie. Jej były klub Connaught Skating Club organizował zbiórki pieniędzy na jej leczenie i życie m.in. poprzez rewie w których brało ponad 100 łyżwiarzy.
Ma męża Tony'ego Cellę, córkę i dwóch synów.

## Osiągnięcia
| Zawody                        | 1965           | 1966           | 1967           | 1968           | 1969           | 1970           | 1971           | 1972           | 1973           |                |                |                |                |                |                |                |                |
| Międzynarodowe                | Międzynarodowe | Międzynarodowe | Międzynarodowe | Międzynarodowe | Międzynarodowe | Międzynarodowe | Międzynarodowe | Międzynarodowe | Międzynarodowe | Międzynarodowe | Międzynarodowe | Międzynarodowe | Międzynarodowe | Międzynarodowe | Międzynarodowe | Międzynarodowe | Międzynarodowe |
| ----------------------------- | -------------- | -------------- | -------------- | -------------- | -------------- | -------------- | -------------- | -------------- | -------------- | -------------- | -------------- | -------------- | -------------- | -------------- | -------------- | -------------- | -------------- |
| Igrzyska olimpijskie          |                |                |                | 7              |                |                |                | 2              |                |                |                |                |                |                |                |                |                |
| Mistrzostwa świata            |                |                | 12             | 7              |                | 4              | 3              | 2              | 1              |                |                |                |                |                |                |                |                |
| Mistrzostwa Ameryki Północnej |                |                | 4              |                | 2              |                | 1              |                |                |                |                |                |                |                |                |                |                |
| Krajowe                       |                |                |                |                |                |                |                |                |                |                |                |                |                |                |                |                |                |
| Mistrzostwa Kanady            | 1 J            | 4              | 2              | 1              | 2              | 1              | 1              | 1              | 1              |                |                |                |                |                |                |                |                |

## Nagrody i osiągnięcia
- Galeria Sławy Skate Canada – 1996[4]
- Oficerski Order Kanady[4]